# María Emilia Salerni
María Emilia Salerni (née le 14 mai 1983 à Rafaela) est une joueuse de tennis argentine, professionnelle de la fin des années 1990 à 2009.
Championne du monde en simple et en double en 2000, elle obtient ses meilleurs résultats en double dames sur le circuit WTA (deux titres décrochés à Casablanca et Québec en 2003 et 2004).
Elle participe à onze reprises aux tournois du Grand Chelem, passant un tour à l'US Open en 2005.
En 2008, elle se hisse en finale du simple dames à Bogotá où elle échoue face à l'Espagnole Nuria Llagostera Vives. À la suite de cette performance, elle atteint le 65e rang mondial, soit le meilleur classement de sa carrière.
María Emilia Salerni a régulièrement fait partie de l'équipe d'Argentine de Fed Cup tout au long des années 2000.

## Palmarès

### Titre en simple dames
Aucun

### Finale en simple dames
| No | Date       | Nom et lieu du tournoi            | Catégorie | Dotation  | Surface      | Vainqueure             | Score    |          |
| -- | ---------- | --------------------------------- | --------- | --------- | ------------ | ---------------------- | -------- | -------- |
| 1  | 18/02/2008 | Copa Colsanitas Santander, Bogota | Tier III  | 185 000 $ | Terre (ext.) | Nuria Llagostera Vives | 6-0, 6-4 | Parcours |

### Titres en double dames
| No | Date       | Nom et lieu du tournoi               | Catégorie | Dotation  | Surface         | Partenaire       | Finalistes                       | Score    |          |
| -- | ---------- | ------------------------------------ | --------- | --------- | --------------- | ---------------- | -------------------------------- | -------- | -------- |
| 1  | 31/03/2003 | GP Princesse Lalla Meryem Casablanca | Tier V    | 110 000 $ | Terre (ext.)    | Gisela Dulko     | Henrieta Nagyová Elena Tatarkova | 6-3, 6-4 | Parcours |
| 2  | 01/11/2004 | Challenge Bell Québec                | Tier III  | 170 000 $ | Moquette (int.) | Carly Gullickson | Els Callens Samantha Stosur      | 7-5, 7-5 | Parcours |

### Finales en double dames
| No | Date       | Nom et lieu du tournoi               | Catégorie | Dotation  | Surface         | Vainqueures                        | Partenaire      | Score          |          |
| -- | ---------- | ------------------------------------ | --------- | --------- | --------------- | ---------------------------------- | --------------- | -------------- | -------- |
| 1  | 23/07/2001 | GP Princesse Lalla Meryem Casablanca | Tier V    | 110 000 $ | Terre (ext.)    | Lioubomira Batcheva Åsa Svensson   | M. J. Martínez  | 6-3, 6-74, 6-1 | Parcours |
| 2  | 08/04/2002 | Bausch & Lomb Champ’s Amelia Island  | Tier II   | 585 000 $ | Terre (ext.)    | Daniela Hantuchová Arantxa Sánchez | Åsa Svensson    | 6-4, 6-2       | Parcours |
| 3  | 16/09/2002 | Challenge Bell Québec                | Tier III  | 170 000 $ | Moquette (int.) | Samantha Reeves Jessica Steck      | Fabiola Zuluaga | 4-6, 6-3, 7-5  | Parcours |
| 4  | 18/07/2005 | Western & Southern Open Cincinnati   | Tier III  | 170 000 $ | Dur (ext.)      | Laura Granville Abigail Spears     | Květa Peschke   | 3-6, 6-2, 6-4  | Parcours |

## Parcours en Grand Chelem

### En simple dames
| Année | Open d'Australie | Open d'Australie  | Internationaux de France | Internationaux de France | Wimbledon       | Wimbledon       | US Open         | US Open            |
| ----- | ---------------- | ----------------- | ------------------------ | ------------------------ | --------------- | --------------- | --------------- | ------------------ |
| 2001  | -                | -                 | 1er tour (1/64)          | Kim Clijsters            | 1er tour (1/64) | Arantxa Sánchez | 1er tour (1/64) | Anke Huber         |
| 2002  | 1er tour (1/64)  | Iroda Tulyaganova | -                        | -                        | -               | -               | 1er tour (1/64) | Cara Black         |
| 2003  | 1er tour (1/64)  | Janette Husárová  | -                        | -                        | -               | -               | 1er tour (1/64) | Silvia Farina      |
| 2005  | -                | -                 | -                        | -                        | -               | -               | 2e tour (1/32)  | Daniela Hantuchová |
| 2008  | 1er tour (1/64)  | Mariya Koryttseva | 1er tour (1/64)          | A. Pavlyuchenkova        | -               | -               | -               | -                  |
| 2009  | -                | -                 | 1er tour (1/64)          | Kristina Barrois         | -               | -               | -               | -                  |

À droite du résultat, l’ultime adversaire.

### En double dames
| Année | Open d'Australie              | Open d'Australie          | Internationaux de France      | Internationaux de France   | Wimbledon                    | Wimbledon                 | US Open                     | US Open                   |
| ----- | ----------------------------- | ------------------------- | ----------------------------- | -------------------------- | ---------------------------- | ------------------------- | --------------------------- | ------------------------- |
| 2001  | -                             | -                         | 1er tour (1/32) Erika de Lone | De Villiers A. Ellwood     | 1er tour (1/32) P. Tarabini  | S. Williams V. Williams   | 3e tour (1/8) Dája Bedáňová | Tina Križan K. Srebotnik  |
| 2002  | 2e tour (1/16) P. Tarabini    | Els Callens Nicole Pratt  | 1er tour (1/32) C. Fernández  | V. Ruano Paola Suárez      | -                            | -                         | 3e tour (1/8) Åsa Svensson  | Cara Black Likhovtseva    |
| 2003  | 2e tour (1/16) Åsa Svensson   | L. Davenport Lisa Raymond | 2e tour (1/16) Gisela Dulko   | L. Davenport Lisa Raymond  | 1er tour (1/32) Gisela Dulko | María Vento A. Widjaja    | -                           | -                         |
| 2004  | 1er tour (1/32) Anabel Medina | L. Granville B. Mattek    | -                             | -                          | -                            | -                         | -                           | -                         |
| 2005  | -                             | -                         | 2e tour (1/16) M. Kirilenko   | M. Bartoli A.-L. Grönefeld | -                            | -                         | 1er tour (1/32) María Vento | Nadia Petrova Shaughnessy |
| 2006  | 1er tour (1/32) M. Sequera    | Li Na Peng Shuai          | 2e tour (1/16) María Vento    | Yan Zi Zheng Jie           | 1er tour (1/32) María Vento  | S. Kuznetsova A. Mauresmo | -                           | -                         |
| 2008  | 1er tour (1/32) A. Rosolska   | Chan Yung-Jan Chuang C.J. | 1er tour (1/32) Selima Sfar   | E. Gallovits M. Niculescu  | -                            | -                         | -                           | -                         |
| 2009  | -                             | -                         | 2e tour (1/16) Julie Ditty    | Květa Peschke Lisa Raymond | -                            | -                         | -                           | -                         |

Sous le résultat, la partenaire ; à droite, l’ultime équipe adverse.

### En double mixte
| Année | Open d'Australie | Open d'Australie | Internationaux de France | Internationaux de France | Wimbledon                   | Wimbledon                  | US Open                      | US Open                   |
| ----- | ---------------- | ---------------- | ------------------------ | ------------------------ | --------------------------- | -------------------------- | ---------------------------- | ------------------------- |
| 2001  | -                | -                | -                        | -                        | 1er tour (1/32) David Adams | Nicole Pratt Brian MacPhie | -                            | -                         |
| 2005  | -                | -                | -                        | -                        | -                           | -                          | 1er tour (1/16) M. Rodríguez | Ai Sugiyama Kevin Ullyett |

Sous le résultat, le partenaire ; à droite, l’ultime équipe adverse.

## Parcours en «Premier Mandatory» et «Premier 5»
Découlant d'une réforme du circuit WTA inaugurée en 2009, les tournois WTA « Premier Mandatory » et « Premier 5 » constituent les catégories d'épreuves les plus prestigieuses, après les quatre levées du Grand Chelem.

### En double dames
| Année | Premier Mandatory | Premier Mandatory | Premier Mandatory | Premier Mandatory     | Premier Mandatory | Premier Mandatory | Premier Mandatory | Premier Mandatory | Premier 5 | Premier 5 | Premier 5 | Premier 5 | Premier 5 | Premier 5 | Premier 5 | Premier 5 | Premier 5  | Premier 5  | Premier 5 | Premier 5 | Premier 5 | Premier 5 |
| Année | Indian Wells      | Indian Wells      | Miami             | Miami                 | Madrid            | Madrid            | Pékin             | Pékin             | Dubaï     | Dubaï     | Doha      | Doha      | Rome      | Rome      | Canada    | Canada    | Cincinnati | Cincinnati | Tokyo     | Tokyo     | Wuhan     | Wuhan     |
| ----- | ----------------- | ----------------- | ----------------- | --------------------- | ----------------- | ----------------- | ----------------- | ----------------- | --------- | --------- | --------- | --------- | --------- | --------- | --------- | --------- | ---------- | ---------- | --------- | --------- | --------- | --------- |
| 2009  |                   |                   |                   |                       |                   |                   |                   |                   |           |           |           |           |           |           |           |           |            |            |           |           |           |           |
| —     | —                 | —                 | —                 | 1er tour (1/16) Soler | Chuang Mirza      | —                 | —                 | —                 | —         |           |           | —         | —         | —         | —         | —         | —          | —          | —         |           |           |           |

N.B. : le nom de la partenaire se trouve sous le résultat ; le nom des ultimes adversaires se trouve à droite.

## Parcours aux Jeux olympiques

### En simple dames
| # | Date       | Nom de l'olympiade   | Surface    | Résultat       | Ultime adversaire | Score     |          |
| - | ---------- | -------------------- | ---------- | -------------- | ----------------- | --------- | -------- |
| 1 | 19/09/2000 | Olympic Games Sydney | Dur (ext.) | 2e tour (1/16) | Barbara Schett    | 7-65, 6-4 | Parcours |

## Parcours en Fed Cup
| #                                                                            | Date       | Lieu                 | Surface      | Gagnante(s)                            | Perdante(s)                          | Score           |          |
|                                                                              |            |                      |              |                                        |                                      |                 |          |
| 2001 - 1er tour (groupe mondial) - Japon - Argentine - 1 : 4                 |            |                      |              |                                        |                                      |                 |          |
| 1                                                                            | 28/04/2001 | Tokyo                | Dur (int.)   | María Emilia Salerni                   | Saori Obata                          | 6-4, 6-2        | Parcours |
| 1                                                                            | 28/04/2001 | Tokyo                | Dur (int.)   | María Emilia Salerni                   | Yuka Yoshida                         | 7-5, 6-0        | Parcours |
| 1                                                                            | 28/04/2001 | Tokyo                | Dur (int.)   | Laura Montalvo María Emilia Salerni    | Rika Hiraki Yuka Yoshida             | 6-4, 6-4        | Parcours |
|                                                                              |            |                      |              |                                        |                                      |                 |          |
| 2001 - 1/4 de finale (groupe mondial) - Allemagne - Argentine - 1 : 4        |            |                      |              |                                        |                                      |                 |          |
| 2                                                                            | 21/07/2001 | Hambourg             | Terre (ext.) | Anke Huber                             | María Emilia Salerni                 | 4-6, 6-2, 6-1   | Parcours |
| 2                                                                            | 21/07/2001 | Hambourg             | Terre (ext.) | María Emilia Salerni                   | Barbara Rittner                      | 6-2, 6-77, 6-2  | Parcours |
|                                                                              |            |                      |              |                                        |                                      |                 |          |
| 2001 - Round robin (groupe mondial) - Russie - Argentine - 3 : 0             |            |                      |              |                                        |                                      |                 |          |
| 3                                                                            | 08/11/2001 | Madrid               | Terre (int.) | Elena Dementieva                       | María Emilia Salerni                 | 6-1, 6-2        | Parcours |
| 3                                                                            | 08/11/2001 | Madrid               | Terre (int.) | Elena Bovina Elena Likhovtseva         | Laura Montalvo María Emilia Salerni  | 7-66, 6-75, 6-4 | Parcours |
|                                                                              |            |                      |              |                                        |                                      |                 |          |
| 2001 - Round robin (groupe mondial) - République tchèque - Argentine - 1 : 2 |            |                      |              |                                        |                                      |                 |          |
| 4                                                                            | 09/11/2001 | Madrid               | Terre (int.) | María Emilia Salerni                   | Denisa Chládková                     | 6-4, 6-3        | Parcours |
| 4                                                                            | 09/11/2001 | Madrid               | Terre (int.) | Denisa Chládková Květa Hrdličková      | Laura Montalvo María Emilia Salerni  | 3-6, 6-4, 6-2   | Parcours |
|                                                                              |            |                      |              |                                        |                                      |                 |          |
| 2001 - Round robin (groupe mondial) - France - Argentine - 2 : 1             |            |                      |              |                                        |                                      |                 |          |
| 5                                                                            | 10/11/2001 | Madrid               | Terre (int.) | Amélie Mauresmo                        | María Emilia Salerni                 | 5-7, 6-1, 6-0   | Parcours |
| 5                                                                            | 10/11/2001 | Madrid               | Terre (int.) | Virginie Razzano Nathalie Tauziat      | Laura Montalvo María Emilia Salerni  | 6-1, 6-73, 6-3  | Parcours |
|                                                                              |            |                      |              |                                        |                                      |                 |          |
| 2002 - 1er tour (groupe mondial) - Argentine - France - 2 : 3                |            |                      |              |                                        |                                      |                 |          |
| 6                                                                            | 27/04/2002 | Buenos Aires         | Terre (ext.) | Clarisa Fernández María Emilia Salerni | Nathalie Dechy Émilie Loit           | 6-3, 2-6, 6-2   | Parcours |
|                                                                              |            |                      |              |                                        |                                      |                 |          |
| 2003 - 1er tour (groupe mondial) - Argentine - Slovénie - 2 : 3              |            |                      |              |                                        |                                      |                 |          |
| 7                                                                            | 25/04/2003 | Buenos Aires         | Terre (ext.) | Tina Pisnik                            | María Emilia Salerni                 | 7-5, 6-3        | Parcours |
| 7                                                                            | 25/04/2003 | Buenos Aires         | Terre (ext.) | Katarina Srebotnik                     | María Emilia Salerni                 | 6-3, 6-71, 6-1  | Parcours |
| 7                                                                            | 25/04/2003 | Buenos Aires         | Terre (ext.) | Natalia Gussoni María Emilia Salerni   | Tina Križan Tina Pisnik              | 6-2, 3-6, 6-4   | Parcours |
|                                                                              |            |                      |              |                                        |                                      |                 |          |
| 2003 - Barrage (groupe mondial I) - Argentine - Hongrie - 3 : 2              |            |                      |              |                                        |                                      |                 |          |
| 8                                                                            | 19/07/2003 | Pilar                | Terre (ext.) | Petra Mandula Katalin Marosi           | Natalia Gussoni María Emilia Salerni | 7-64, 6-2       | Parcours |
|                                                                              |            |                      |              |                                        |                                      |                 |          |
| 2005 - 1/4 de finale (groupe mondial) - Espagne - Argentine - 3 : 2          |            |                      |              |                                        |                                      |                 |          |
| 9                                                                            | 23/04/2005 | Jerez de la Frontera | Terre (ext.) | Anabel Medina                          | María Emilia Salerni                 | 6-4, 4-6, 6-3   | Parcours |
| 9                                                                            | 23/04/2005 | Jerez de la Frontera | Terre (ext.) | Nuria Llagostera Anabel Medina         | Gisela Dulko María Emilia Salerni    | 6-4, 6-4        | Parcours |
|                                                                              |            |                      |              |                                        |                                      |                 |          |
| 2007 - Barrage (groupe mondial II) - Argentine - Canada - 4 : 1              |            |                      |              |                                        |                                      |                 |          |
| 10                                                                           | 14/07/2007 | Córdoba              | Terre (ext.) | María Emilia Salerni                   | Aleksandra Wozniak                   | 6-3, 6-4        | Parcours |
| 10                                                                           | 14/07/2007 | Córdoba              | Terre (ext.) | María Emilia Salerni                   | Stéphanie Dubois                     | 6-4, 6-1        | Parcours |
|                                                                              |            |                      |              |                                        |                                      |                 |          |
| 2008 - 1er tour (groupe mondial II) - Argentine - Autriche - 4 : 1           |            |                      |              |                                        |                                      |                 |          |
| 11                                                                           | 02/02/2008 | Buenos Aires         | Terre (ext.) | Melanie Klaffner                       | María Emilia Salerni                 | 2-6, 6-3, 7-5   | Parcours |
| 11                                                                           | 02/02/2008 | Buenos Aires         | Terre (ext.) | María Emilia Salerni                   | Patricia Mayr                        | 7-5, 3-6, 6-2   | Parcours |

## Classements WTA en fin de saison

### En simple
| Année | 1999 | 2000 | 2001 | 2002 | 2003 | 2004 | 2005 | 2006 | 2007 | 2008 | 2009 |
| Rang  | 460  | 206  | 123  | 127  | 173  | 114  | 148  | 217  | 91   | 240  | 334  |

Source : (en) « Classements de María Emilia Salerni », sur le site officiel du WTA Tour

### En double
| Année | 1999 | 2000 | 2001 | 2002 | 2003 | 2004 | 2005 | 2006 | 2007 | 2008 | 2009 |
| Rang  | 185  | 185  | 63   | 53   | 76   | 141  | 53   | 162  | 146  | 321  | 173  |

Source : (en) « Classements de María Emilia Salerni », sur le site officiel du WTA Tour